# Pseudauximus annulatus
Pseudauximus annulatus is een spinnensoort uit de familie Macrobunidae. De wetenschappelijke naam van de soort werd voor het eerst geldig gepubliceerd in 1908 door William Frederick Purcell.